# Barasen
Barasen är en sjö i Åsele kommun i Lappland och ingår i Ångermanälvens huvudavrinningsområde. Sjön har en area på 0,295 kvadratkilometer och ligger 344 meter över havet. Sjön avvattnas av vattendraget Betsarnbäcken.

## Delavrinningsområde
Barasen ingår i det delavrinningsområde (711276-159035) som SMHI kallar för Utloppet av Barasen. Medelhöjden är 422 meter över havet och ytan är 16,93 kvadratkilometer. Det finns inga avrinningsområden uppströms utan avrinningsområdet är högsta punkten. Betsarnbäcken som avvattnar avrinningsområdet har biflödesordning 3, vilket innebär att vattnet flödar genom totalt 3 vattendrag innan det når havet efter 219 kilometer. Avrinningsområdet består mestadels av skog (85 procent). Avrinningsområdet har 0,29 kvadratkilometer vattenytor vilket ger det en sjöprocent på 1,7 procent.